# Carl Falkenberg
Carl Falkenberg af Trystorp, född 21 april 1644, död 5 februari 1697, var en svensk landshövding, militär och riksdagsman. Han var son till Conrad Falkenberg och bror till Henrik och Gabriel Falkenberg.

## Biografi
Carl Falkenberg blev student vid Uppsala universitet 1652, men först 1656 började han sina studier där. Efter sina studier i Uppsala företog han en utlandsresa genom Nederländerna, där han studerade vid Leidens universitet och vidare till England, Frankrike, Italien och Tyskland. 1666 blev han fänrik vid Christoph Delphicus zu Dohnas infanteriregemente i Bremen, 1667 löjtnant där och 1668 kapten vid Carl Gustaf Wrangels livregemente och 1670 major vid Södermanlands regemente. 1671 blev han överstelöjtnant vid Tavastehus läns infanteriregemente, senare samma år vid Viborgs läns infanteriregemente och blev 1676 överste och chef för Viborgs läns infanteriregemente. 1677 utsågs Falkenberg till indelningskommissarie i Finland och blev 1680 generalmönstringskommissarie i Finland med landshövdings namn. Samma år blev han häradshövding i Piikkis jämte Övre och Nedre Sääksmäki härader och 1681 landshövding i Viborgs och Nyslotts län. 1683 blev Falkenberg ledamot av reduktionskommissionen för Viborgs och Nyslotts län och för Nylands och Tavastehus län samt samma år generalmönsterherre i Finland. Han hade ett hetsigt temperament och efter åtskilliga klagomål avsattes han 1686 från landshövdingeämbetet och bosatte sig därefter som godsägare i Sverige. Carl Falkenberg var ledamot av ridderskapet och adeln vid riksdagarna 1660, 1672, 1682–1683 och 1693.

### Familj
Falkenberg gifte sig första gången 21 maj 1672 med friherrinnan Magdalena Maria Bielke (1655–1676), dotter till riksskattmästaren, friherre Sten Bielke och Brita Rosladin. De fick tillsammans barnen Brita Falkenberg (född 1673) och överstelöjtnanten Conrad Falkenberg (1674–1723).
Han gifte sig andra gången 20 maj 1683 i Stockholm med friherrinnan Ebba Jacquette Sparre (död 1715), dotter till rikstygmästaren friherre Per Sparre och grevinnan Ebba Margareta De la Gardie. De fick tillsammans barnen Ebba Magdalena Falkenberg (1684–1741) som var gift med översten Gustaf Gadde, överstelöjtnanten Carl Falkenberg (1685–1754), Hedvig Eleonora Falkenberg (född 1688), överstelöjtnanten och kammarherren Gabriel Peter Falkenberg (1689–1741), Catharina Charlotta Falkenberg (1691–1761) som var gift med generallöjtnanten och landshövdingen friherre Johan von Mentzer, Hedvig Eleonora Falkenberg (1695–1751) som var gift med hovmarskalken friherre Carl Axel Leuhusen, Elisabet Gustaviana Falkenberg (1696–1775), Ulrika Falkenberg och Beata Falkenberg.